# Baia di Capo Cod
La baia di Capo Cod è un'ampia baia dell'Oceano Atlantico, all'interno del golfo del Maine, adiacente allo stato del Massachusetts (Stati Uniti). Misura 1.560 km² ed è racchiusa dalla penisola di capo Cod a sud e a est, e dalla contea di Plymouth a ovest. A nord della baia si trovano la baia del Massachusetts e l'oceano Atlantico. La baia di Capo Cod è l'estremità meridionale del golfo del Maine.

## Storia
Nel 1524 il navigatore italiano Giovanni da Verrazzano fu il primo europeo a scoprire ufficialmente la baia di Capo Cod, di cui disegnò una mappa nel 1529. Nel 1620, i Pellegrini trovarono riparo nel porto naturale di Provincetown, dove firmarono il Patto del Mayflower, il primo documento democratico firmato nel Nuovo Mondo.
Dal 1914, la baia di Capo Cod è collegata alla baia di Buzzards dal canale artificiale di Capo Cod.

## Geologia
Gran parte della baia è composta da rocce derivanti dal movimento dei ghiacciai, sabbia e ghiaia. L'ultima glaciazione terminò circa 12.000 anni fa e all'epoca la baia di Cape Cod era probabilmente un grande lago d'acqua dolce.

## Ecologia
La fauna marina della baia è abbastanza variegata: vi si trovano platesse, branzini, anguille di sabbia e tonni. Anche i mammiferi marini sono abbastanza diffusi, come ad esempio foche, delfini e balene.
La caccia alle balene americana cominciò proprio in questa baia.